# بخش سنتر، شهرستان کرو وینگ، مینه سوتا
بخش سنتر (به انگلیسی: Center Township) یک منطقهٔ مسکونی در ایالات متحده آمریکا است که در شهرستان کرو وینگ، مینه‌سوتا واقع شده‌است.
 بخش سنتر ۵۶٫۲ کیلومتر مربع مساحت و ۸۰۸ نفر جمعیت دارد و ۳۷۱ متر بالاتر از سطح دریا واقع شده‌است.